# Echten (Drenthe)
Echten is een dorp in de gemeente De Wolden, provincie Drenthe (Nederland). De oudst bekende gegevens van het bestaan van Echten dateren uit 1181.

## Toerisme
In Echten staat een havezate, het Huis te Echten, voorheen woonde hier Roelof van Echten. Daarnaast is er een vakantiepark met bosbungalows, heidechalets en kampeerhutten.

## Monumenten
Een deel van Echten is een beschermd dorpsgezicht. Verder zijn er in het dorp verschillende rijksmonumenten. In Echten zijn veel oude huizen en boerderijen te vinden, waaronder De witte villa.
Van 1870 tot 1934 had Echten een eigen halte aan staatslijn C Meppel-Groningen. Het in 1913 gebouwde stationsgebouw werd in 1965 gesloopt.

## Geboren
- Rudolph Arent van Holthe tot Echten (1803-1875),  politicus
- Pieter Adam van Holthe tot Echten (1807-1883), jurist
- Hendrik Gerard van Holthe tot Echten (1810-1879), burgemeester en kantonrechter
- Anne Willem van Holthe tot Echten (1816-1900), advocaat en notaris
- Anne Willem van Holthe tot Echten (1884-1967), burgemeester
- Albert Zoer (1975), springruiter